# Rugby à XIII en France
Le rugby à XIII a été introduit en France au cours des années 1930, on dénombre, début du XXIe siècle, plus de 100 clubs sur tout le territoire, avec une forte implantation en Occitanie.
Il s'agit d'un sport qui a un passé mouvementé avec, notamment, l'interdiction de sa pratique par le régime de Vichy en 1941.
L'équipe de France masculine participe aux diverses compétitions internationales comme la Coupe du monde (tournoi auquel elle a toujours participé, atteignant la finale à deux reprises) et la coupe d'Europe des nations. De création plus récente, l'équipe nationale féminine dispute régulièrement la coupe du monde depuis les débuts des années 2000.
Les meilleurs clubs français masculins disputent le championnat de France Élite 1 à l'exception de deux clubs qui évoluent dans les différents championnats britanniques, les Dragons Catalans et le Toulouse olympique XIII. Le premier , fait notable, remporte même la Coupe d'Angleterre en 2018 et il dispute la finale de la Super League, en 2021 et 2023.
Le sport fait l'objet d'une sous-médiatisation dans le pays dont les causes sont complexes, et qui alimente régulièrement des débats sur le sujet.

## Histoire

### Les années 1930: la naissance du XIII en France
Depuis 1931 le rugby à XV français vit une période très creuse à la suite du renvoi du XV français du Tournoi des Cinq Nations. En effet le « Board » anglo-saxon décide de bannir le XV français pour « violence » et « amateurisme marron » (shamateurism selon les Britanniques).
Le rugby à XIII étant déjà implanté en Angleterre depuis 1896, les treizistes d'outre-Manche estiment que la période est propice à l'envoi d'un corps expéditionnaire sur le continent. Leur correspondant français est Jean Galia, homme d'affaires en devenir qui vient d'être radié par la fédération française de rugby à XV pour "fait de professionnalisme". Avec l'appui de contacts locaux, dont des journalistes et d'éventuels sponsors, un match de démonstration de rugby à XIII est organisé sur le territoire français pour promouvoir ce sport.
Le 31 décembre 1933, stade Pershing à Paris et devant près de  20 000 spectateurs, l'Australie bat l'Angleterre 63 à 13.
À la suite de cet événement fondateur, Jean Galia constitue une sélection de seize rugbymen français désireux de faire une tournée d'initiation en Angleterre. Cette formation s'appelle « les Pionniers » (ou Galia's Boys par les Anglais). La tournée débute le 5 mars 1934 et dure presque un mois. Les Français rentrent au pays avec une victoire sur six matchs, ce qui est déjà très bien pour une équipe composée essentiellement de quinziste.
Le 6 avril 1934, est créé la ligue française de rugby à XIII (aujourd'hui appelé fédération française de rugby à XIII) avec comme président François Cadoret. Une semaine après, le 15 avril 1934, la première rencontre entre la France et l'Angleterre est organisée. Les Anglais l'emportent sur les tricolores 32 à 21 au stade Buffalo de Montrouge, devant 25 000 spectateurs enthousiastes.
De mai à septembre 1934, dix clubs professionnel et dix-neuf clubs amateur sont créés. Une partie de ces clubs est constituée des anciens clubs quinziste et l'autre partie est l'œuvre d'ex-dirigeants quinzistes, attirés par ce jeu qui permet le professionnalisme.
En octobre 1934, dix clubs se disputent le premier championnat de France et la première coupe de France. Sur ces dix clubs on peut trouver des clubs existant encore actuellement, comme : le XIII Catalan, l'US Lyon-Villeurbanne XIII, le RC Roanne et le SA Villeneuvois XIII.
Le champion 1935 est le SA Villeneuvois XIII vainqueur aux points du premier championnat disputé en France, avec 14 victoires, 3 nuls et 1 défaite. Le premier vainqueur de la coupe de France est l'US Lyon-Villeurbanne XIII.
Lors de l'immédiat avant-guerre, ce jeune sport connaît un engouement particulier favorisé par la situation pénible du XV, la conversion d'une partie de la presse et de la classe politique, autant que par son propre dynamisme. En 1939 la France remporte sa première coupe d'Europe des nations devant l'Angleterre et le Pays de Galles. Le match décisif France - Galles est disputé à Bordeaux sur le nouveau stade Municipal de Lescure, inauguré pour la Coupe du Monde de football l'année précédente, devant 30 000 spectateurs (stade comble).

### Les années 1940: le régime de Vichy
C'est à la fois l'extrême violence de plusieurs rencontres de rugby à XV en France et la suppression des relations entre le rugby à XV britannique et français (due à l'amateurisme marron existant dans de nombreux clubs quinzistes français) qui expliquent la très forte diminution des effectifs de la FFR XV: elle périclita de 784 clubs en 1930 à 663 en 1934 et 558 en 1939. De nombreux clubs quinzistes avaient arrêté purement et simplement le rugby et de nombreux autres rejoignaient le rugby à XIII.
Le 15 octobre 1940, le régime pétainiste de Vichy et les rancunes quinzistes interdisent le rugby à XIII pendant l'occupation allemande. Il faut attendre la libération d'une grande partie de la France et le 17 septembre 1944 pour que la Ligue Française de Rugby à XIII renaisse de ses cendres à Toulouse. Pendant ces longues années, une grande partie des joueurs, dirigeants et supporters sont retournés à XV pour pouvoir pratiquer leur métier ou leur passion.
Ces quatre années d'absence n'ayant pas suffisamment stoppé l'expansion du rugby à XIII, le gouvernement et la FFR XV firent pression sur la ligue française de rugby à XIII pour qu'elle change de nom. C'est à la fin des années 1940 que la ligue française de rugby à XIII est renommée en fédération française de jeu à XIII. À noter que chez les autres grandes nations treizistes tel que l'Australie ou l'Angleterre, le nom n'a pas changé. Il s'agit juste d'un problème français.
Tout ceci n'empêche pas l'équipe de France de remporter une nouvelle coupe d'Europe des nations en 1949, grâce notamment à Puig-Aubert.

### Les années 1950: la période de gloire

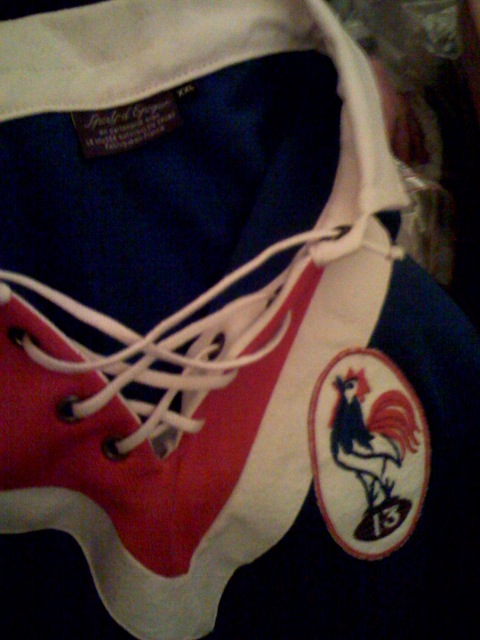
Maillot de l'équipe de France de rugby à XIII en 1951.

En 1951, le XIII de France des Puig-Aubert, Jean Dop, Brousse et Cantoni magistralement guidé par Robert Samatan, Jean Duhau et Antoine Blain atteint son zénith. Lors de la tournée du XIII de France en Australie et en Nouvelle-Zélande, les Australiens découvrent ce qu'ils considèrent aujourd'hui encore comme la plus grande équipe de tous les temps vu les 20 victoires, 3 nuls et 4 défaites de la tournée. À leur retour d'Australie, plus de 100 000 personnes les acclamèrent dans les rues de Marseille.
Lors de la même année, la France remporte la coupe d'Europe des nations pour la troisième fois de son histoire. Le français Puig-Aubert se révèle être l'un des plus grands arrières de tous les temps. Il est élu cette année-là, par le journal l'Équipe, sportif de l'année en France.
En 1952, la France remporte pour la deuxième année consécutive la coupe d'Europe des nations et ce pour la quatrième fois depuis son existence.
Lors de la coupe du monde 1954, qui est d'ailleurs la première coupe du monde en rugby, et de plus organisée en France, la France a fini finaliste face à la Grande-Bretagne la finale étant disputée au Parc des Princes devant 32 000 spectateurs (défaite 12 à 16).
Avec deux coupes d'Europe des nations et une finale en coupe du monde la France vient de vivre ses plus belles années.

## Organisation

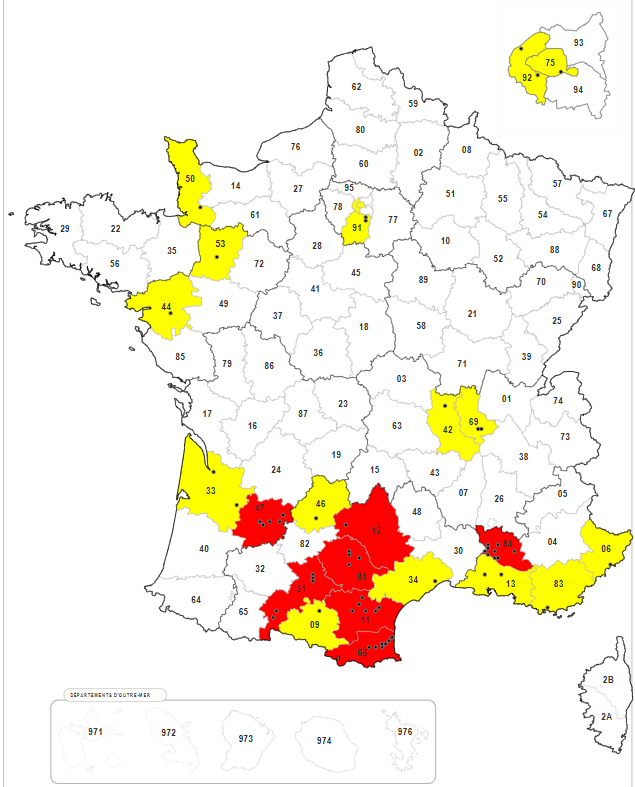
Cartographie du rugby à XIII en France (2024)

Fondée le 6 avril 1934, la fédération française de rugby à XIII (FFR XIII) est l'instance gérante le rugby à XIII en France. Cette fédération, dirigée par Dominique Baloup depuis Septembre 2023, successeur de Luc Lacoste, démissionnaire pour des raisons de santé, il a à sa charge l'équipe nationale et préside les différentes compétitions du territoire français. En 2015, la FFR XIII comptabilise au total plus de 140 clubs différents.
La FFR XIII est à la tête de six ligues régionales qui sont également partagées en plusieurs comités départementaux :
| 1. La ligue Midi-Pyrénées 1. Comité de l'Ariège (09) 2. Comité de l'Aveyron (12) 3. Comité de la Haute-Garonne (31) 4. Comité du Lot (46) 5. Comité du Tarn (81) 2. La ligue Languedoc-Roussillon 1. Comité de l'Aude (11) 2. Comité de l'Hérault (34) 3. Comité des Pyrénées-Orientales (66) 3. La ligue PACA 1. Comité des Bouches-du-Rhône (13) 2. Comité du Vaucluse (84) |  | 1. La ligue Aquitaine 1. Comité de la Gironde (33) 2. Comité de la Loire-Atlantique (44) 3. Comité du Lot-et-Garonne (47) 4. Comité des Pyrénées-Atlantiques (64) 2. La ligue Île-de-France 1. Comité de Paris (75) 2. Comité de l'Essonne (91) 3. Comité des Hauts-de-Seine (92) 3. La ligue Rhône-Alpes 1. Comité de la Loire (42) 2. Comité du Rhône (69) |

- Département comptant au moins 1 club actuellement en compétition
- Département comptant au moins 1 club en élite

- Villes comptant au moins un club.

Surnommé le « rugby village » en France, il n'y a que 23 départements sur les 96 que compte la France métropolitaine dans lesquels on peut pratiquer ou voir du rugby à XIII. On peut également remarquer une concentration importante dans seulement 6 départements dont 5 dans la partie Sud Ouest du pays (les Pyrénées-Orientales, l'Aude, le Tarn, la Haute-Garone, le Lot-et-Garone et le Vaucluse dans la région Sud Est. Cette concentration souligne l'absence de grandes métropoles Françaises au plus haut niveau, cela peut expliquer en partie la faible médiatisation de ce sport en France aujourd'hui.
En effet, le rugby à XIII est pratiqué dans seulement 10 des 42 villes françaises de plus de 100 000 Habitants (Paris, Marseille, Lyon, Toulouse, Nice, Nantes, Montpellier, Bordeaux, Toulon et Perpignan) mais uniquement deux d'entre elles présentent un club professionnel ou en Elite, Toulouse et perpignan.

## L'équipe nationale

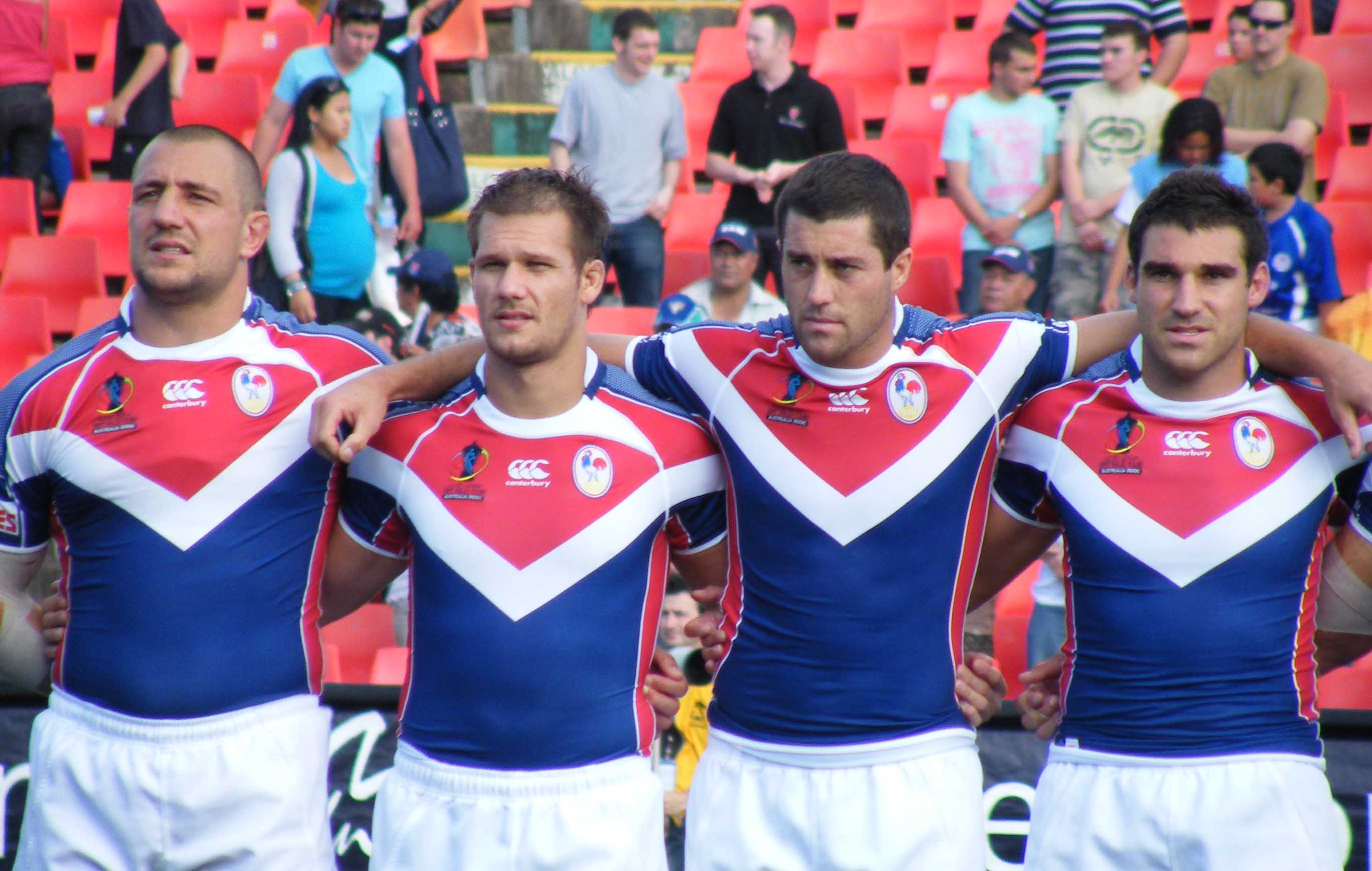
Équipe de France face aux Samoa en 2008.

L'équipe de France de rugby à XIII, surnommée les « Tricolores », est l'équipe qui représente la France dans les principales compétitions internationales de rugby à XIII. Elle est considérée comme l'une des meilleures sélections nationales au monde.
En mars 2009, elle s'est classée cinquième au classement des équipes nationales de rugby à XIII, malgré sa mauvaise performance à la coupe du monde de rugby à XIII 2008 où elle termina 10e et dernière de la compétition.
Le 10 novembre 2006, la Rugby League International Federation invite l'équipe de France pour le prochain tournoi des Tri-Nations qui aura lieu en 2009. Ce tournoi prend pour nom "Tournoi des Quatre Nations" et est organisée pour l'occasion en France et en Angleterre.
Au niveau de son palmarès, la France compte au total sept coupes d'Europe (1939, 1949, 1951, 1952, 1977, 1981 et 2005) et deux finales en coupe du monde (1954 et 1968).
Une grande partie des joueurs de l'équipe de France est issue des Dragons Catalans et du Toulouse olympique XIII.

## Le Paris Saint Germain Rugby League (1996-1997)

Le Paris Saint-Germain Rugby League était un club français de rugby à XIII qui évolua deux saisons en Super League (1996 et 1997) afin de donner un cachet « européen »  et pas seulement anglais à ce championnat de Super League.
Le 29 mars, en ouverture de la Super League et pour son premier match, le PSG-RL bat Sheffield 30 à 24, devant 17 873 spectateurs.
Le club finira avant-dernier du championnat, évitant de peu la relégation.
La saison suivante, qui sera la dernière, Le PSG-RL sera composé en majorité d'australiens avec l'apport de quelques joueurs français. Comme durant la saison 1996, le club termina à la 11e place. En mai 1997, à la suite des difficultés financières et du retrait de ses dirigeants, le PSG-RL devint le Paris Rugby League supporté et dirigé par la FFR XIII.
Cette décision, comme celle de ne pas poursuivre l'expérience analogue de Perth en Australie, a été critiquée non seulement en France mais aussi par les supporters anglais qui résument la situation par « Welcome to the incredible shrinking word of rugby league » (Bienvenue dans le monde incroyable qui rétrécit du rugby à XIII).
Malgré son insuccès sur le plan sportif , le PSG Rugby League a marqué les esprits, notamment dans le monde treiziste anglo saxon ; ainsi plus de onze ans après sa disparition, le magazine anglais Rugby League World le classe 20e sur 22 dans un classement des hauts faits de la Superleague au cours des 22 saisons écoulées. Le magazine en profite pour faire le bilan des performances du club sur les deux saisons disputées : 51 matchs joués, 8 victoires, 42 défaites, 1 match nul, 760 points marqués, 1367 encaissés, et 19 points marqués en tout.

## Les Dragons Catalans

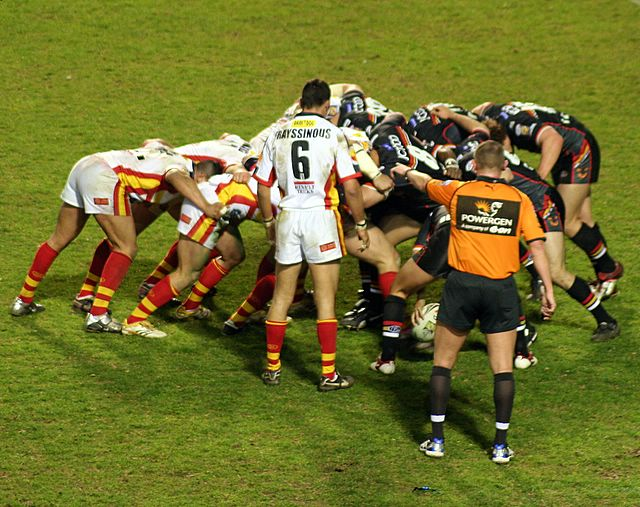
Match des Dragons Catalans face aux Bradford Bulls en 2006.

Les Dragons Catalans sont le fruit d'une fusion en 2000 entre deux clubs français de premier plan : le XIII Catalan (fondé en 1934) et de l'AS Saint-Estève XIII (fondé en 1965). En 2000, le club porte le nom de l’Union Treiziste Catalane avant de prendre le nom des Dragons Catalans en 2005 lors de son intégration en Super League. Le président et créateur du club est Bernard Guasch.
Unique représentant français dans cette ligue intégrant un système de franchise, les Dragons ont réussi à vite devenir un prétendant aux qualifications en phases finales. Ses faits marquants sont notamment une finale gagnée en Challenge Cup en 2018, une perdue en Challenge Cup en 2007 et deux demi-finales de Super League.
Ce club est le plus gros réservoir de joueurs pour l'équipe de France avec entre autres des joueurs tels que Tony Gigot, Benjamin Garcia ou Rémi Casty. Le club a réussi à compter dans ces rangs de grands joueurs venus de National Rugby League comme Greg Bird, Todd Carney ou Stacey Jones.

## Le Toulouse olympique XIII

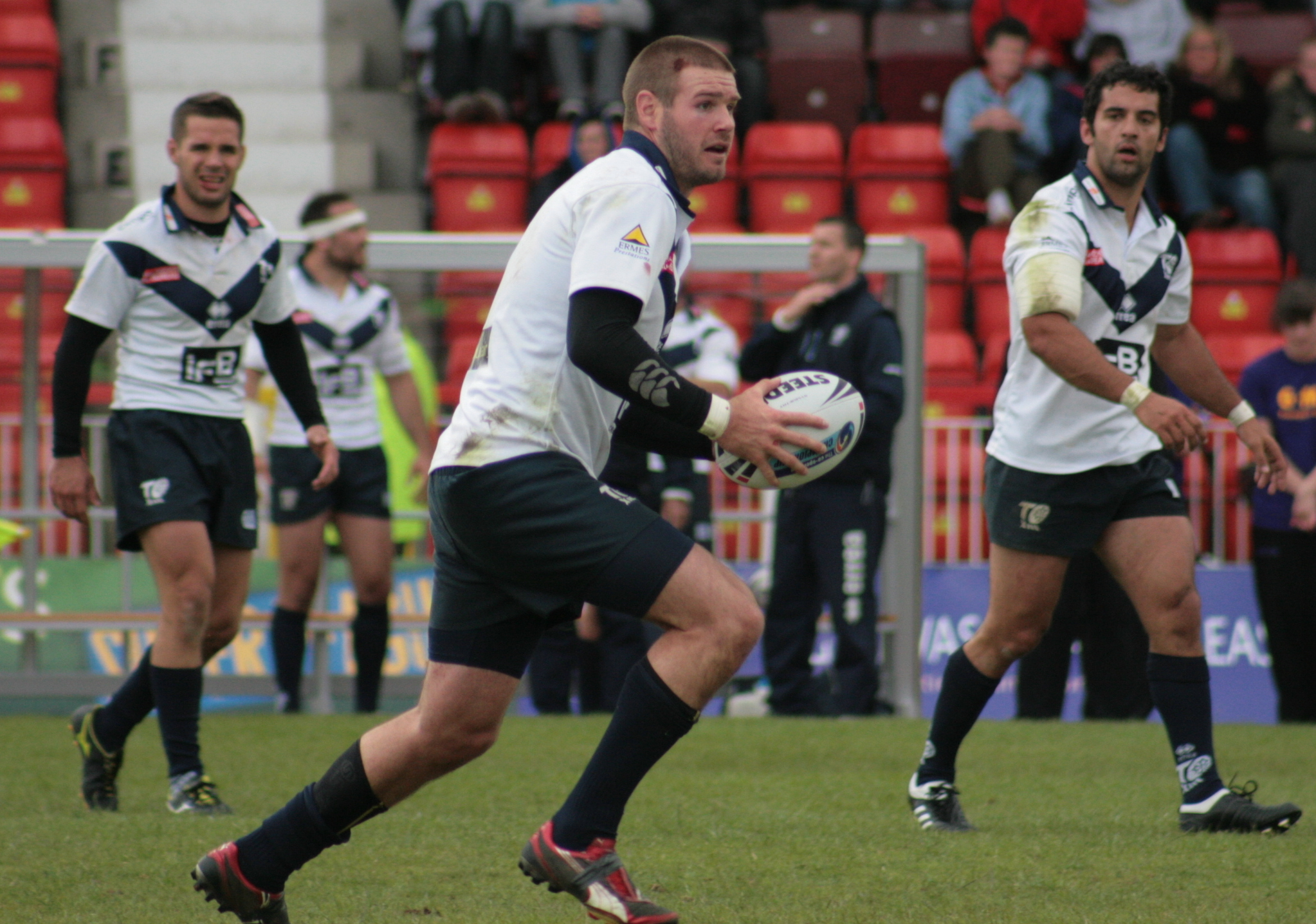
Match du Toulouse olympique XIII face aux Gateshead Thunder en 2009.

En 2009, le Toulouse olympique XIII (TO XIII) a été intégré dans la deuxième division anglaise : la Co-operative Championship, à la suite du refus de la Rugby Football League de l'intégrer en Super League.
Cette situation dura trois saisons mais les résultats furent mitigés notamment sur le plan sportif.
Le Toulouse olympique retrouva donc sa place dans le championnat de France Elite 1 lors de la saison 2011/2012. Ce retour fut couronné de succès puisque le club remporta le Championnat de France deux saisons d'affilée, en 2014 et 2015. En 2014 il ajouta la Coupe de France dans son escarcelle.
Un nouveau dossier d'accession à la Super League  fut déposé sous l'impulsion du président Bernard Sarrazain et de l'entraîneur Sylvain Houles  pour intégrer la compétition en 2015. Malgré la structuration du club, la Fédération anglaise refusa cette accession et proposa au club d'intégrer les compétitions anglaises en commençant par la 3e division et de gagner sa montée en Super League sur le terrain.
Le club intégra dès lors la 3e division anglaise en 2016, cette saison fut une réussite, le club glanant sa montée en seconde division anglaise, la Co-operative Championship.
Ce club est également un bon réservoir de joueurs pour l'équipe de France avec entre autres des joueurs tels qu'Andrew Bentley et Kane Bentley.

## Compétitions de clubs
En France, il existe actuellement quatre divisions chez les seniors masculins. Les deux premières, l'Elite 1 et l'Elite 2, rassemblent des équipes de toute la France afin qu'elles s'affrontent dans des championnats nationaux à « poule unique ». La plupart des joueurs à ce niveau-là sont semi-professionnels mais certains joueurs sont professionnels. La troisième et quatrième division sont des championnats régionaux en 2 phases, les équipes sont regroupées par poule géographique dans un premier temps puis dans une poule inter-régionale dans un second temps.
La troisième division se nomme la Nationale 1/2, qui consiste à proposer une première poule dite de « brassage » dans laquelle les équipes s'affrontent et déterminent une seconde poule à l'issue du classement final de la poule, dite « poule haute » qui sera la Nationale 1, composée des équipes les mieux classées dans chaque poules régionales du même niveau. A l'inverse, les équipes les moins bien classées elles se voient reversées dans une poule qui sera la Nationale 2. A ce niveau, les joueurs sont amateurs, même si des clubs ne se cachent pas de rémunérer certains de leurs joueurs.
Enfin la quatrième division se nomme la Nationale 3/4 et utilise le même fonctionnement avec le principe de Nationale 3 et Nationale 4.
Il existe cependant 2 clubs français entièrement professionnels, les Dragons Catalans basé à Perpignan qui évolue en Super League, le top niveau Anglais mais aussi Européen ainsi que le Toulouse Olympique XIII qui lui évolue en 2ème division anglaise, le Championship . Ces 2 clubs évoluent exceptionnellement dans un championnat d'Angleterre, en raison de l'absence du professionnalisme en France pour le moment, bien qu'il soit en projet depuis quelques années.
Il existe également un championnat féminin, un championnat handi-sport, deux championnats junior (Élite et Nationale) et de multiples championnats cadets, minimes…
Les tableaux suivants récapitulent les différents championnats seniors masculins de rugby à XIII existant en France avec pour chacun la coupe disputée chaque saison.

### Forme des années 2020
| Niveau | Championnat                  | Club phare                                             |
| ------ | ---------------------------- | ------------------------------------------------------ |
| 1      | Super League et Championship | Dragons Catalans,Toulouse Olympique                    |
| 2      | Super XIII                   | Albi, Avignon, Carcassonne, Lézignan, Limoux, Pia      |
| 3      | Élite 2                      | Villefranche, Villegailhenc Arangon, Carpentras, Palau |
| 4      | Division Nationale 1         |                                                        |
| 5      | Division Nationale 2         |                                                        |
| 6      | Division Nationale 3         |                                                        |

- Championnat international professionnel
- Championnat national semi-professionnel
- Championnat régional et national amateur et semi-professionnel
- Championnat régional et national amateur

## Tous les clubs en 2024
Cette section présente tous les clubs existants, qu'ils  présentent ou non une équipe sénior dans un des championnats français de rugby à XIII.

## Rugby à XIII féminin en France
Si le rugby à XIII féminin est assez développé en matière de clubs, il est encore, à la fin des années 2010, en retard au niveau international. La sélection nationale étant littéralement le « parent pauvre » de la fédération : ainsi, pour des raisons financières, elle a dû manquer des éditions de la Coupe du monde de rugby à XIII féminin

## Sélections «régionales» particulières

### Équipe de Nouvelle-Calédonie
La Nouvelle-Calédonie a disposé dans les années 2000 de sa propre équipe et d'un championnat spécifique par rapport à la métropole. En 2020, les activités néo-calédoniennes de rugby à XIII semblent gelées jusqu'à l'apparition d'un nouveau projet, celui de Pacifique XIII.
On note toutefois que cette équipe a une ambition bien plus large qui est de devenir une sélection de toutes les nations ou régions francophones de la zone pacifique.

### Équipe de Catalogne
Des sélections ponctuelles portant le titre de « Catalans de France » ont disputé des test matchs après la deuxième guerre mondiale.
Mais dans les années 2000, une équipe de Catalogne est officiellement créée, vraisemblablement pour se démarquer de la France, affirmer l’identité catalane et saisir l'opportunité de subsides européens . Cependant, les liens avec cette équipe, qui disputa quelques matches dans les années 2000, restèrent  étroits avec le rugby à XIII français : la plus grande partie de son effectif provenait en effet de clubs du championnat de France, dont l'équipe de Palau.
Aucun nouveau projet ou équipe n'est apparu depuis.

## Rugby à XIII en France et médias
Les publications de la Fédération Française de Rugby à XIII sont les principaux médias du sport en France, la FFR XIII étant souvent amenée à être son propre média pour pallier la sous-médiatisation qui frappe son sport , surtout dans les médias nationaux.
En 1978, elle crée ainsi son propre magazine « Treize Magazine », diffusé principalement par abonnement, disponible alors sur quelques points de vente, ou transmis gratuitement à tout titulaire d'une licence de la Fédération à XIII. Cette revue présentait l’intérêt de suivre tous les clubs affiliés quelle que soit la région, seuls les clubs situés dans les Pyrénées orientales, dans l'Aude et l'ancienne Région Midi Pyrénées étant régulièrement suivis par les médias locaux. Cette revue a ensuite été remplacée par une revue numérique « Rugby à XIII news » disponible gratuitement par téléchargement sur le site « Boutique » de la Fédération, puis par Planète XIII. Néanmoins cette dernière publication arrête sa publication en 2020, pour des raisons financières.
La Fédération dispose également de sa propre page "Facebook" à partir de laquelle elle diffuse parfois, en direct, des matches du championnat via sa webtélé.
Au niveau de la presse « papier » par ordre d'importance, Rugby League World et Rugby Leaguer & League Express , en langue anglaise, et Midi Olympique, en langue française, sont les trois magazines (le premier mensuel,le second hebdomadaire, le troisième bi-hebdomadaire) qui traitent du rugby à XIII en France, les deux premiers y consacrant un volume plus important, vu qu'ils sont spécialisés en rugby à XIII, le dernier traitant préférentiellement et historiquement de rugby à XV et n'y consacrant que la valeur d'une demi-page à une page entière intitulée « Treize Actualité ». Le journal l’Équipe jouit, quant à lui, d'une réputation controversée au sein de la « communauté treiziste ». Il est parfois accusé de partialité, comme à l'époque de l'aventure du Paris Saint Germain Rugby League, où on l'accusait de minimiser le nombre de spectateurs qui venaient voir jouer les parisiens,. Certains chroniqueurs de l’Équipe TV peuvent eux-mêmes parfois tenir des propos peu amènes sur les treizistes, comme cela été le cas pour Gilles Favard en 2018. Cependant la même année, le quotidien sportif couvre de manière significative la finale de la Coupe d'Angleterre de rugby à XIII qui voit le triomphe des Dragons catalans. Il y consacre en effet deux pleines pages avant et après la finale. Le journal va même plus loin puisque, dans son numéro du samedi 29 septembre 2018, il met « à la une » une photographie sur laquelle on peut voir le capitaine des Dragons catalans et de l'USAP, brandir les trophées respectifs de leur discipline.
Au niveau de la presse quotidienne régionale, L'indépendant et la Dépêche du Midi, demeurent les références en matière de couverture régulière et de qualité journalistique du sport en France. D'autres quotidiens, situés dans des régions non réputées treizistes, pouvant être amenés à couvrir le sport de manière sporadique comme Ouest France. Couverture sporadique que l'on peut aussi retrouver chez les quotidiens nationaux comme le Monde mais également chez le quotidien Midi Libre qui, bien que situé en Occitanie, a choisi de ne couvrir les clubs de XIII que dans la page des localités qui lui sont associées dans les éditions locales, principalement les villes de l'Aude dans une édition exclusivement départementale, parfois la Ville de Perpignan lorsque jouent les dragons catalans, et non dans sa page « Sports » régionale. Enfin, un site internet consacré au rugby à XIII, Treizemondial.fr, a été lancé en octobre 2017.
Les matches du championnat sont retransmis en 2018 par la webtélé de la FFR XIII, très rarement par une chaine du Groupe France Télévisions, et , lorsqu'une équipe française joue en Superleague ou en Championship ,sur la chaine payante Beinsport. Cette dernière en arrête néanmoins la diffusion en 2019, les droits de retransmission cédés par Sky  étant devenus payants mais modiques. Mais une dépêche publiée par Midi libre le 15 mars 2021 indique finalement la même année que « les Dragons Catalans seront de retour sur BeIn Sports dès le début de la saison de Super League qui débutera le samedi 27 mars ». L'information est confirmée quelques jours après.
En matière de diffusion radiophonique, Radio Marseillette et France Bleu Roussillon ont acquis une réputation certaine dans la retransmission des matchs, soit dans la retransmission directe, soit en mettant à la disposition des émissions en podcast.
En 2018, un nouvel acteur en la personne de ViàOccitanie, chaine régionale diffusée en TNT et via le streaming , diffuse la finale de la Challenge Cup , les Dragons catalans la disputant, et le match des Provinces d'Origine, compétition inspirée des State of Origin australiens. En 2019, elle devient « diffuseur officiel du rugby à XIII en France »,. En 2020, cette chaine semble lancée dans la diffusion régulière et hebdomadaire de matchs de l'Elite 1.
Néanmoins, Le 28 mai 2025, la direction du groupe La Dépêche du Midi annonce aux salariés de viàOccitanie l'arrêt de la chaîne avec une fin d'émission sur la TNT fin juillet 2025,. Le président de la FFR XIII évoque alors la piste que les matchs soient diffusés par France 3.